# (4475) Voitkevich
(4475) Voitkevich (1982 UQ5) – planetoida z grupy pasa głównego asteroid okrążająca Słońce w ciągu 3,39 lat w średniej odległości 2,25 j.a. Odkryta 20 października 1982 roku.